# Jüri Vips
Jüri Vips (Tallinn, 10 augustus 2000) is een autocoureur uit  Estland. In 2017 werd hij kampioen in het ADAC Formule 4-kampioenschap. Tussen 2018 en 2022 maakte hij deel uit van het Red Bull Junior Team, het opleidingsprogramma van het Formule 1-team van Red Bull Racing.

## Carrière

### Karting
Vips begon zijn autosportcarrière in het karting in 2011, waarin hij een aantal nationale kampioenschappen won en tevens kampioen werd in het Europese Rotax Max Junior-kampioenschap in 2014.

### Formule 4 en MRF
In 2016 maakte Vips de overstap naar het formuleracing, waarin hij debuteerde in zowel het Italiaanse als het ADAC Formule 4-kampioenschap bij het Prema Powerteam. In het Italiaanse kampioenschap won hij de seizoensfinale op het Autodromo Nazionale Monza en werd hij vijfde in het kampioenschap met 140 punten. Tevens won hij hier het rookiekampioenschap met acht overwinningen. In het ADAC-kampioenschap stond hij vijf keer op het podium en werd zesde in de eindstand met 138 punten. Hier eindigde hij op de tweede plaats in het rookiekampioenschap met zes zeges.
In de winter van 2016-2017 reed Vips in de MRF Challenge in India, waarin hij met drie podiumplaatsen zesde werd in het kampioenschap met 135 punten. Hierna keerde hij terug naar de Formule 4, waarin hij opnieuw bij Prema in zowel het Italiaanse als het ADAC-kampioenschap uitkwam. In het Italiaanse kampioenschap reed hij een beperkt programma, waarin hij één race won op het Circuit Mugello. In het ADAC-kampioenschap won hij twee races op de Motorsport Arena Oschersleben en de Red Bull Ring en door constant te blijven scoren kampioen werd met 2451⁄2 punten.

### Formule 3
Vips debuteerde aan het eind van 2017 in het Europees Formule 3-kampioenschap als vervanger van de geblesseerde Petru Florescu bij het team Motopark tijdens de seizoensfinale op de Hockenheimring als gastcoureur, waarin twee twaalfde plaatsen zijn beste resultaten waren.
In 2018 maakte Vips zijn fulltime debuut in de Europese Formule 3 bij Motopark. Hij won vier races op de Norisring, Silverstone, het Misano World Circuit Marco Simoncelli en de Hockenheimring en stond in vier andere races op het podium. Met 284 punten werd hij achter Mick Schumacher, Daniel Ticktum en Robert Shwartzman vierde in het kampioenschap. Aan het eind van het jaar werd hij opgenomen in het Red Bull Junior Team en debuteerde hij in de Grand Prix van Macau voor Motopark en eindigde oorspronkelijk als zevende, maar hij kreeg een straf van veertig seconden omdat hij inhaalde terwijl er met een rode vlag werd gezwaaid.
In 2019 werden de Europese Formule 3 en de GP3 Series samengevoegd in het nieuwe FIA Formule 3-kampioenschap, waar Vips in uitkwam voor het team Hitech Grand Prix. Hij won drie races op de Red Bull Ring, Silverstone en het Sochi Autodrom en behaalde een andere podiumfinish. Met 141 punten werd hij achter Robert Shwartzman, Marcus Armstrong en Jehan Daruvala vierde in het klassement. Tevens reed hij dat jaar in de seizoensfinale van de Japanse Super Formula voor het Team Mugen op het Suzuka International Racing Course als vervanger van Patricio O'Ward, waarin hij als achttiende finishte. In de Grand Prix van Macau startte hij vanaf pole position, maar werd hij in de race tweede achter Richard Verschoor.

### Formule Regional
In 2020 zou Vips oorspronkelijk deelnemen aan een volledig seizoen van de Super Formula bij Mugen, maar vanwege de reisbeperkingen rondom de coronapandemie mocht hij niet naar Japan reizen. Uiteindelijk werd hij bevestigd voor een fulltime seizoen van het Formula Regional European Championship bij het team KIC Motorsport. Het kampioenschap werd gedomineerd door de coureurs van het Prema Powerteam en Vips scoorde in drie raceweekenden slechts drie podiumplaatsen.

### Formule 2
In 2020 werd Vips opgeroepen om zijn Formule 2-debuut te maken voor het team van DAMS als vervanger van de geblesseerde Sean Gelael. Hij kwam vier raceweekenden uit in deze klasse en behaalde een podiumplaats op het Circuit Mugello. Hierna keerde hij terug naar Japan in een hernieuwde poging om uit te komen in de Super Formula, maar Mugen maakte na zijn verplichte quarantaine bekend dat hij niet meer in actie zou komen voor het team.
In 2021 maakte Vips zijn fulltime debuut in de Formule 2 bij het team van Hitech. Hij kende een enigszins rustig seizoen, met het raceweekend op het Baku City Circuit als grote uitschieter: hij won hier twee van de drie races. In de rest van het seizoen stond hij nog vier keer op het podium. Met 120 punten werd hij zesde in de eindstand.
In 2022 bleef Vips actief in de Formule 2 bij Hitech. Hij behaalde gedurende het seizoen vijf podiumplaatsen, waaronder een overwinning op Monza. Tevens behaalde hij pole positions op het Autodromo Internazionale Enzo e Dino Ferrari en in Bakoe, maar in beide races kwam hij niet aan de finish. Met 114 punten werd hij elfde in het klassement.

### Formule 1
Aan het einde van het jaar 2020 behaalde hij zijn Formule 1-superlicentie door 300 kilometer te rijden in een Red Bull RB8 op Silverstone. Tijdens de laatste vier races van het Formule 1-seizoen diende hij als officiële reservecoureur voor Red Bull Racing en Scuderia AlphaTauri. Op 20 mei 2022 maakte hij zijn debuut in de Formule 1 tijdens de eerste vrije training van de GP van Spanje. Op 28 juni werd hij ontslagen als reservecoureur voor het Red Bull Formule 1 team nadat hij tijdens een stream op Twitch racistische uitlatingen deed; een week eerder was hij al geschorst door het team. Hij bleef daarentegen wel onderdeel van het Red Bull Junior Team.